# Rally de Finlandia de 2022
El Rally de Finlandia de 2022, oficialmente 71th Secto Rally Finland, fue la septuagésima primera edición y la octava ronda de la temporada 2022 del Campeonato Mundial de Rally. Se celebró del 4 al 7 de agosto y contó con un itinerario de veintidós tramos sobre tierra que sumaron un total de 322,61 km cronometrados. Fue también la octava ronda de los campeonatos WRC 2 y WRC 3.
El ganador de la prueba fue el estonio Ott Tänak quien en un duro e intenso duelo le ganó a los hombres de Toyota y en especial al líder del campeonato Kalle Rovanperä al cual le ganó por solo 6.8 segundos. El tercer y último escalón del podio lo ocupó el compañero de equipo de Rovanperä, Esapekka Lappi quien volvió a subirse al podio de casa tras el segundo puesto conseguido en la edición 2019. Esta además fue la tercera victoria del piloto estonio en tierras finesas igualando la cantidad de victorias logradas por Osmo Kalpala, Simo Lampinen, Juha Kankkunen, Sébastien Loeb y Jari-Matti Latvala quienes también consiguieron tres triunfos.
En el WRC-2 el ganador original de la prueba fue el local Teemu Suninen quien se había impuesto por un escaso margen a su compatriota Emil Lindholm. En las verificaciones posteriores al rally, se descubrió que el paragolpes delantero del Hyundai i20 N Rally2 de Suninen pesaba seiscientos gramos menos que el mínimo establecido en la ficha de homologación, razón por la cual los comisarios tomaron la decisión de excluir a Suninen otorgándole la victoria a Emil Lindholm. La segunda posición fue a parar al estonio Egon Kaur quien originalmente había terminado tercero y la última posición de podio fue ocupada por Hayden Paddon originalmente cuarto. Paddon volvió a subirse al podio de un evento del Campeonato Mundial de Rally tras casi cuatro años, su último podio mundialista había sido el segundo puesto absoluto en el Rally de Australia de 2018.
En el WRC-3 el ganador y absoluto dominador de la prueba fue el local Lauri Joona quien en su camino a la victoria en casa ganó 20 de las 21 etapas cronometradas a pesar de tener problemas con la dirección tanto en la jornada del viernes como la del sábado. Jan Černý ganador de la única etapa no ganada por Joona terminó en la segunda posición, mientras que otro local, Toni Herranen terminó en la tercera posición.

## Lista de inscritos
| Num.                       | Piloto                                                        | Copiloto                                                             | Automóvil              | Equipo                     | Neu. |
| -------------------------- | ------------------------------------------------------------- | -------------------------------------------------------------------- | ---------------------- | -------------------------- | ---- |
| 2                          | Oliver Solberg                                                | Elliott Edmondson                                                    | Hyundai i20 N Rally1   | Hyundai Shell Mobis WRT    | P    |
| 4                          | Esapekka Lappi                                                | Janne Ferm                                                           | Toyota GR Yaris Rally1 | Toyota Gazoo Racing WRT    | P    |
| 7                          | Pierre-Louis Loubet                                           | Vincent Landais                                                      | Ford Puma Rally1       | M-Sport Ford WRT           | P    |
| 8                          | Ott Tänak                                                     | Martin Järveoja                                                      | Hyundai i20 N Rally1   | Hyundai Shell Mobis WRT    | P    |
| 11                         | Thierry Neuville                                              | Martijn Wydaeghe                                                     | Hyundai i20 N Rally1   | Hyundai Shell Mobis WRT    | P    |
| 16                         | Adrien Fourmaux                                               | Alexandre Coria                                                      | Ford Puma Rally1       | M-Sport Ford WRT           | P    |
| 18                         | Takamoto Katsuta                                              | Aaron Johnston                                                       | Toyota GR Yaris Rally1 | Toyota Gazoo Racing WRT NG | P    |
| 33                         | Elfyn Evans                                                   | Scott Martin                                                         | Toyota GR Yaris Rally1 | Toyota Gazoo Racing WRT    | P    |
| 42                         | Craig Breen                                                   | Paul Nagle                                                           | Ford Puma Rally1       | M-Sport Ford WRT           | P    |
| 44                         | Gus Greensmith                                                | Jonas Andersson                                                      | Ford Puma Rally1       | M-Sport Ford WRT           | P    |
| 68                         | Jari Huttunen                                                 | Mikko Lukka                                                          | Ford Puma Rally1       | M-Sport Ford WRT           | P    |
| 69                         | Kalle Rovanperä                                               | Jonne Halttunen                                                      | Toyota GR Yaris Rally1 | Toyota Gazoo Racing WRT    | P    |
| World Rally Championship 2 |                                                               |                                                                      |                        |                            |      |
| 20                         | Emil Lindholm                                                 | Reeta Hämäläinen                                                     | Škoda Fabia Rally2 Evo | Toksport WRT 2             | P    |
| 21                         | Teemu Suninen                                                 | Mikko Markkula                                                       | Hyundai i20 N Rally2   | Hyundai Motorsport N       | P    |
| 22                         | Egon Kaur                                                     | Silver Simm                                                          | Volkswagen Polo GTI R5 | Egon Kaur                  | P    |
| 23                         | Teemu Asunmaa                                                 | Ville Mannisenmäki                                                   | Škoda Fabia Rally2 Evo | Teemu Asunmaa              | P    |
| 24                         | Mikko Heikkilä                                                | Samu Vaaleri                                                         | Škoda Fabia Rally2 Evo | Mikko Heikkilä             | P    |
| 25                         | Hayden Paddon                                                 | John Kennard                                                         | Hyundai i20 N Rally2   | Hayden Paddon              | P    |
| 26                         | [[Archivo:ANA flag (2017).svg\|border\|20px]] Nikolay Gryazin | [[Archivo:ANA flag (2017).svg\|border\|20px]] Konstantin Aleksandrov | Škoda Fabia Rally2 Evo | Toksport WRT 2             | P    |
| 27                         | Sami Pajari                                                   | Enni Mälkönen                                                        | Škoda Fabia Rally2 Evo | Sami Pajari                | P    |
| 28                         | Eerik Pietarinen                                              | Antti Linnaketo                                                      | Volkswagen Polo GTI R5 | Eerik Pietarinen           | P    |
| 29                         | Mikołaj Marczyk                                               | Szymon Gospodarczyk                                                  | Škoda Fabia Rally2 Evo | Mikołaj Marczyk            | P    |
| 30                         | Georg Linnamäe                                                | James Morgan                                                         | Volkswagen Polo GTI R5 | ALM Motorsport             | P    |
| 31                         | Martin Prokop                                                 | Michal Ernst                                                         | Ford Fiesta Rally2     | Martin Prokop              | P    |
| 32                         | Gaurav Gill                                                   | Gabriel Morales                                                      | Škoda Fabia R5         | Gaurav Gill                | P    |
| 34                         | Fabrizio Zaldivar                                             | Marcelo Der Ohannesian                                               | Hyundai i20 N Rally2   | Hyundai Motorsport N       | P    |
| 35                         | Josh McErlean                                                 | James Fulton                                                         | Hyundai i20 N Rally2   | Josh McErlean              | P    |
| 36                         | Riku Tahko                                                    | Sami Ryynänen                                                        | Hyundai i20 N Rally2   | Riku Tahko                 | P    |
| 37                         | Freddy Loix                                                   | Pieter Tsjoen                                                        | Škoda Fabia Rally2 Evo | Freddy Loix                | P    |
| World Rally Championship 3 |                                                               |                                                                      |                        |                            |      |
| 38                         | Lauri Joona                                                   | Tuukka Shemeikka                                                     | Ford Fiesta Rally3     | Lauri Joona                | P    |
| 39                         | Jan Černý                                                     | Jan Tománek                                                          | Ford Fiesta Rally3     | Jan Černý                  | P    |
| 40                         | Toni Herranen                                                 | Sebastian Virtanen                                                   | Ford Fiesta Rally3     | Toni Herranen              | P    |
| 41                         | Tommi Heino                                                   | Patric Öhman                                                         | Ford Fiesta Rally3     | Tommi Heino                | P    |
| 43                         | Henri Timonen                                                 | Jussi Kärpijoki                                                      | Ford Fiesta Rally3     | Henri Timonen              | P    |
| Fuente: ewrc-results.com   |                                                               |                                                                      |                        |                            |      |

## Itinerario
| Día                      | Tramo | Nombre                    | Distancia | Ganador de la etapa       | Automóvil                                   | Tiempo          | Líder de la general |
| ------------------------ | ----- | ------------------------- | --------- | ------------------------- | ------------------------------------------- | --------------- | ------------------- |
| Día 1 (4 de agosto)      | -     | Rannankylä (Shakedown)    | 4.48 km   | Kalle Rovanperä           | Toyota GR Yaris Rally1                      | 1:56.1          | -                   |
| Día 1 (4 de agosto)      | SS1   | Harju 1                   | 3.48 km   | Thierry Neuville          | Hyundai i20 N Rally1                        | 2:41.7          | Thierry Neuville    |
| Día 2 (5 de agosto)      | SS2   | Laukaa 1                  | 11.75 km  | Ott Tänak                 | Hyundai i20 N Rally1                        | 5:24.6          | Ott Tänak           |
| Día 2 (5 de agosto)      | SS3   | Lankamaa 1                | 21.69 km  | Esapekka Lappi            | Toyota GR Yaris Rally1                      | 9:59.0          | Ott Tänak           |
| Día 2 (5 de agosto)      | SS4   | Laukaa 2                  | 11.75 km  | Ott Tänak                 | Hyundai i20 N Rally1                        | 5:19.9          | Ott Tänak           |
| Día 2 (5 de agosto)      | SS5   | Lankamaa 2                | 21.69 km  | Tramo cancelado           | Tramo cancelado                             | Tramo cancelado | Ott Tänak           |
| Día 2 (5 de agosto)      | SS6   | Harju 2                   | 2.01 km   | Takamoto Katsuta          | Toyota GR Yaris Rally1                      | 1:33.5          | Ott Tänak           |
| Día 2 (5 de agosto)      | SS7   | Ässämäki 1                | 12.31 km  | Ott Tänak                 | Hyundai i20 N Rally1                        | 5:42.5          | Ott Tänak           |
| Día 2 (5 de agosto)      | SS8   | Sahloinen-Moksi 1         | 15.70 km  | Esapekka Lappi            | Toyota GR Yaris Rally1                      | 7:10.4          | Ott Tänak           |
| Día 2 (5 de agosto)      | SS9   | Ässämäki 2                | 12.31 km  | Esapekka Lappi            | Toyota GR Yaris Rally1                      | 5:37.6          | Ott Tänak           |
| Día 2 (5 de agosto)      | SS10  | Sahloinen-Moksi 2         | 15.70 km  | Esapekka Lappi            | Toyota GR Yaris Rally1                      | 7:05.9          | Ott Tänak           |
| Día 3 (6 de agosto)      | SS11  | Päijälä 1                 | 20.19 km  | Elfyn Evans               | Toyota GR Yaris Rally1                      | 9:38.1          | Ott Tänak           |
| Día 3 (6 de agosto)      | SS12  | Rapsula 1                 | 20.56 km  | Kalle Rovanperä           | Toyota GR Yaris Rally1                      | 9:57.6          | Ott Tänak           |
| Día 3 (6 de agosto)      | SS13  | Patajoki 1                | 13.75 km  | Kalle Rovanperä           | Toyota GR Yaris Rally1                      | 6:34.2          | Ott Tänak           |
| Día 3 (6 de agosto)      | SS14  | Vekkula 1                 | 20.65 km  | Ott Tänak                 | Hyundai i20 N Rally1                        | 10:12.6         | Ott Tänak           |
| Día 3 (6 de agosto)      | SS15  | Päijälä 2                 | 20.19 km  | Kalle Rovanperä           | Toyota GR Yaris Rally1                      | 9:27.9          | Ott Tänak           |
| Día 3 (6 de agosto)      | SS16  | Rapsula 2                 | 20.56 km  | Kalle Rovanperä           | Toyota GR Yaris Rally1                      | 9:35.8          | Ott Tänak           |
| Día 3 (6 de agosto)      | SS17  | Patajoki 2                | 13.75 km  | Kalle Rovanperä Ott Tänak | Toyota GR Yaris Rally1 Hyundai i20 N Rally1 | 6:25.2          | Ott Tänak           |
| Día 3 (6 de agosto)      | SS18  | Vekkula 2                 | 20.65 km  | Kalle Rovanperä           | Toyota GR Yaris Rally1                      | 9:56.8          | Ott Tänak           |
| Día 4 (7 de agosto)      | SS19  | Oittila 1                 | 10.84 km  | Ott Tänak                 | Hyundai i20 N Rally1                        | 5:19.5          | Ott Tänak           |
| Día 4 (7 de agosto)      | SS20  | Ruuhimäki 1               | 11.12 km  | Kalle Rovanperä Ott Tänak | Toyota GR Yaris Rally1 Hyundai i20 N Rally1 | 5:22.9          | Ott Tänak           |
| Día 4 (7 de agosto)      | SS21  | Oittila 2                 | 10.84 km  | Kalle Rovanperä           | Toyota GR Yaris Rally1                      | 5:17.6          | Ott Tänak           |
| Día 4 (7 de agosto)      | SS22  | Ruuhimäki 2 (Power Stage) | 11.12 km  | Kalle Rovanperä           | Toyota GR Yaris Rally1                      | 5:17.1          | Ott Tänak           |
| Fuente: ewrc-results.com |       |                           |           |                           |                                             |                 |                     |

### Power stage
El power stage fue una etapa de 11.12 km al final del rally. Se otorgaron puntos adicionales del Campeonato Mundial a los cinco más rápidos.
| Pos. | Piloto           | Copiloto         | Coche                  | Equipo                  | Tiempo | Puntos |
| ---- | ---------------- | ---------------- | ---------------------- | ----------------------- | ------ | ------ |
| 1    | Kalle Rovanperä  | Jonne Halttunen  | Toyota GR Yaris Rally1 | Toyota Gazoo Racing WRT | 5:17.1 | 5      |
| 2    | Craig Breen      | Paul Nagle       | Ford Puma Rally1       | M-Sport Ford WRT        | +3.1   | 4      |
| 3    | Elfyn Evans      | Scott Martin     | Toyota GR Yaris Rally1 | Toyota Gazoo Racing WRT | +3.1   | 3      |
| 4    | Ott Tänak        | Martin Järveoja  | Hyundai i20 N Rally1   | Hyundai Shell Mobis WRT | +3.2   | 2      |
| 5    | Thierry Neuville | Martijn Wydaeghe | Hyundai i20 N Rally1   | Hyundai Shell Mobis WRT | +3.2   | 1      |

## Clasificación final
| World Rally Championship   | World Rally Championship | World Rally Championship | World Rally Championship | World Rally Championship   | World Rally Championship | World Rally Championship | World Rally Championship |
| Pos.                       | Piloto                   | Copiloto                 | Automóvil                | Equipo                     | Neumático                | Tiempo                   | Puntos                   |
| -------------------------- | ------------------------ | ------------------------ | ------------------------ | -------------------------- | ------------------------ | ------------------------ | ------------------------ |
| 1                          | Ott Tänak                | Martin Järveoja          | Hyundai i20 N Rally1     | Hyundai Shell Mobis WRT    | P                        | 2:24:04.6                | 25                       |
| 2                          | Kalle Rovanperä          | Jonne Halttunen          | Toyota GR Yaris Rally1   | Toyota Gazoo Racing WRT    | P                        | +6.8                     | 18                       |
| 3                          | Esapekka Lappi           | Janne Ferm               | Toyota GR Yaris Rally1   | Toyota Gazoo Racing WRT    | P                        | +1:20.7                  | 15                       |
| 4                          | Elfyn Evans              | Scott Martin             | Toyota GR Yaris Rally1   | Toyota Gazoo Racing WRT    | P                        | +1:37.6                  | 12                       |
| 5                          | Thierry Neuville         | Martijn Wydaeghe         | Hyundai i20 N Rally1     | Hyundai Shell Mobis WRT    | P                        | +2:18.0                  | 10                       |
| 6                          | Takamoto Katsuta         | Aaron Johnston           | Toyota GR Yaris Rally1   | Toyota Gazoo Racing WRT NG | P                        | +3:09.0                  | 8                        |
| 7                          | Gus Greensmith           | Jonas Andersson          | Ford Puma Rally1         | M-Sport Ford WRT           | P                        | +3:57.0                  | 6                        |
| 8                          | Emil Lindholm            | Reeta Hämäläinen         | Škoda Fabia Rally2 Evo   | Toksport WRT 2             | P                        | +9:39.0                  | 4                        |
| 9                          | Jari Huttunen            | Mikko Lukka              | Ford Puma Rally1         | M-Sport Ford WRT           | P                        | +10:31.6                 | 2                        |
| 10                         | Egon Kaur                | Silver Simm              | Volkswagen Polo GTI R5   | Egon Kaur                  | P                        | +11:32.1                 | 1                        |
| World Rally Championship 2 |                          |                          |                          |                            |                          |                          |                          |
| 1 (8.)                     | Emil Lindholm            | Reeta Hämäläinen         | Škoda Fabia Rally2 Evo   | Toksport WRT 2             | P                        | 2:33:43.6                | 25                       |
| 2 (10.)                    | Egon Kaur                | Silver Simm              | Volkswagen Polo GTI R5   | Egon Kaur                  | P                        | +1:53.1                  | 18                       |
| 3 (11.)                    | Hayden Paddon            | John Kennard             | Hyundai i20 N Rally2     | Hayden Paddon              | P                        | +2:03.7                  | 15                       |
| 4 (12.)                    | Teemu Asunmaa            | Ville Mannisenmäki       | Škoda Fabia Rally2 Evo   | Teemu Asunmaa              | P                        | +4:28.2                  | 12                       |
| 5 (13.)                    | Eerik Pietarinen         | Antti Linnaketo          | Volkswagen Polo GTI R5   | Eerik Pietarinen           | P                        | +4:56.0                  | 10                       |
| 6 (14.)                    | Mikołaj Marczyk          | Szymon Gospodarczyk      | Škoda Fabia Rally2 Evo   | Mikołaj Marczyk            | P                        | +5:37.9                  | 8                        |
| 7 (15.)                    | Fabrizio Zaldivar        | Marcelo Der Ohannesian   | Hyundai i20 N Rally2     | Hyundai Motorsport N       | P                        | +6:10.8                  | 6                        |
| 8 (17.)                    | Martin Prokop            | Michal Ernst             | Ford Fiesta Rally2       | Martin Prokop              | P                        | +9:57.6                  | 4                        |
| 9 (20.)                    | Freddy Loix              | Pieter Tsjoen            | Škoda Fabia Rally2 Evo   | Freddy Loix                | P                        | +16:58.2                 | 2                        |
| 10 (21.)                   | Sami Pajari              | Enni Mälkönen            | Škoda Fabia Rally2 Evo   | Sami Pajari                | P                        | +20:36.4                 | 1                        |
| World Rally Championship 3 |                          |                          |                          |                            |                          |                          |                          |
| 1 (16.)                    | Lauri Joona              | Tuukka Shemeikka         | Ford Fiesta Rally3       | Lauri Joona                | P                        | 2:42:52.5                | 25                       |
| 2 (19.)                    | Jan Černý                | Jan Tománek              | Ford Fiesta Rally3       | Jan Černý                  | P                        | +4:23.8                  | 18                       |
| 3 (27.)                    | Henri Timonen            | Jussi Kärpijoki          | Ford Fiesta Rally3       | Henri Timonen              | P                        | +18:21.2                 | 15                       |
| 4 (28.)                    | Toni Herranen            | Sebastian Virtanen       | Ford Fiesta Rally3       | Toni Herranen              | P                        | +19:05.5                 | 12                       |
| Fuente: ewrc-results.com   |                          |                          |                          |                            |                          |                          |                          |

## Clasificaciones tras el rally
| Posición | Piloto           | Puntos | Cambios de posición |
| -------- | ---------------- | ------ | ------------------- |
| 1        | Kalle Rovanperä  | 198    | Sin cambios         |
| 2        | Ott Tänak        | 104    | Crecimiento         |
| 3        | Thierry Neuville | 103    | Decrecimiento       |
| 4        | Elfyn Evans      | 94     | Decrecimiento       |
| 5        | Takamoto Katsuta | 81     | Sin cambios         |

| Posición | Equipo                     | Puntos | Cambios de posición |
| -------- | -------------------------- | ------ | ------------------- |
| 1        | Toyota Gazoo Racing WRT    | 339    | Sin cambios         |
| 2        | Hyundai Shell Mobis WRT    | 251    | Sin cambios         |
| 3        | M-Sport Ford WRT           | 174    | Sin cambios         |
| 4        | Toyota Gazoo Racing WRT NG | 89     | Sin cambios         |